# Antoni Kamiński (pułkownik)
Antoni Kamiński (ur. 18 stycznia 1885 w Brzeżanach, zm. 1942 w Kosowie Poleskim) – pułkownik dyplomowany piechoty Wojska Polskiego, kawaler Orderu Virtuti Militari.

## Życiorys
Urodził się 18 stycznia 1885 w Brzeżanach. Był synem Michała i Pauliny z Perczyńskich. W 1904 został absolwentem Seminarium Nauczycielskiego w Tarnopolu. Podjął pracę nauczyciela. Był członkiem Polskiego Towarzystwa Gimnastycznego „Sokół” i „Zarzewia”. Od 1912 działał jako delegat Polskiego Skarbu Wojskowego. Był inspektorem z ramienia Towarzystwa Szkoły Ludowej. Współpracował z „Gazetą Polską” w Czerniowcach.
Po wybuchu I wojny światowej był organizatorem trzech kompanii ochotniczych, które przystąpiły do Legionów Polskich. Służył w Legionach od 16 września 1914, biorąc udział w kampanii karpackiej. Został awansowany do stopnia podporucznika piechoty 4 grudnia 1914. Służył w szeregach 2 pułku piechoty w składzie II Brygady, następnie 4 pułku piechoty w składzie III Brygady, w którym był dowódcą 9 kompanii w III batalionie. Awansowany do stopnia porucznika piechoty 1 września 1915, następnie kapitana od 1 listopada 1916. Po kryzysie przysięgowym służył w Polskim Korpusie Posiłkowym, przydzielony do Dowództwa Uzupełnień w Bolechowie. Po bitwie pod Rarańczą z połowy lutego 1918 był internowany przez Austriaków w obozie w Huszt, potem w Dułowie (węg. Dulfalva), na Zakarpaciu. Następnie został wcielony do armii austriackiej i skierowany na front włoski.
U kresu wojny wziął udział w obronie Lwowa w trakcie wojny polsko-ukraińskiej, będąc komendantem Odcinka III („Szkoła Konarskiego”) i komendantem placu. Po odzyskaniu przez Polskę niepodległości został przyjęty do Wojska Polskiego. Od 1919 do 1920 pełnił funkcję dowódcy etapów Armii „Wschód” na froncie ukraińskim podczas wojny polsko-bolszewickiej. W połowie 1920 roku pełnił obowiązki na stanowisku kwatermistrza 4 Armii.
3 maja 1922 roku został zweryfikowany w stopniu podpułkownika ze starszeństwem z dniem 1 czerwca 1919 roku i 146. lokatą w korpusie oficerów piechoty, a jego oddziałem macierzystym był 15 pułk piechoty. Do jesieni 1923 roku pełnił obowiązki dowódcy 15 pułku piechoty. Z dniem 15 września 1923 roku został przeniesiony do Rezerwy Oficerów Sztabowych Dowództwa Okręgu Korpusu Nr I. 2 listopada 1923 roku został przydzielony do Wyższej Szkoły Wojennej w Warszawie, w charakterze słuchacza III Kursu Doszkolenia. Z dniem 15 października 1924 roku, po ukończeniu kursu i otrzymaniu dyplomu naukowego oficera Sztabu Generalnego, został przydzielony do Dowództwa Okręgu Korpusu Nr VI we Lwowie na stanowisko szefa sztabu. Pełniąc służbę sztabową pozostawał oficerem nadetatowym 15 pp. 1 grudnia 1924 roku awansował do stopnia pułkownika ze starszeństwem z dniem 15 sierpnia 1924 roku i 21. lokatą w korpusie oficerów piechoty. 14 września 1926 roku został przeniesiony do dyspozycji szefa Sztabu Generalnego z równoczesnym pozostawieniem we Lwowie. W 1928 roku pozostawał w dyspozycji dowódcy OK VI. Z dniem 30 czerwca 1929 roku został przeniesiony w stan spoczynku.
Został osadnikiem wojskowym w Kosowie Poleskim (osadnikiem był tam także jego brat Karol, chorąży WP). W 1932 został wylosowany sędzią sądu przysięgłych we Lwowie.
Podczas II wojny światowej w trakcie okupacji niemieckiej w 1942 został aresztowany przez Niemców i razem z żoną poniósł śmierć w egzekucji w Kosowie Poleskim.
W małżeństwie z poślubioną w 1912 roku we Lwowie Zofią Heleną Krogulską (1889–1942), nauczycielką i działaczką niepodległościową, miał pięcioro dzieci: Kazimierza (1912–1939), Marię Irenę (1914–1992) zamężną Vitali, Jerzego (1916–1992), Magdalenę (1920–1944) i Stanisława Antoniego (1920–1944).

## Ordery i odznaczenia
- Krzyż Srebrny Orderu Wojskowego Virtuti Militari nr 4687
- Krzyż Niepodległości
- Krzyż Kawalerski Orderu Odrodzenia Polski
- Krzyż Walecznych (czterokrotnie)
- Złoty Krzyż Zasługi (18 lutego 1939)[15]